# Andrónico Ducas Paleólogo
Andrónico Ducas Paleólogo (en griego: Ἀνδρόνικος Δούκας Παλαιολόγος; c. 1083/1085 - c. 1115/1118) fue un aristócrata bizantino y gobernador de Tesalónica a principios del siglo XII.

## Biografía
Nacido hacia 1083 o 1085, Andrónico era hijo del sebasto Jorge Paleólogo y su esposa Ana Ducas. Su padre era hijo del primer miembro conocido de la línea de los Paleólogos, se convirtió en un distinguido general y estuvo entre los partidarios más importantes del emperador Alejo I Comneno (r. 1081-1118), mientras que su madre era hermana de la emperatriz consorte de Alejo, Irene Ducas. El propio Andrónico recibió su nombre en honor a su abuelo materno, Andrónico Ducas, lo que según la costumbre bizantina probablemente sugiere que era el segundo hijo (su hermano mayor Nicéforo llevaba el nombre del abuelo paterno); Andrónico también parece haber preferido el apellido de su madre, Ducas, por el que se le menciona en las fuentes.
Al igual que su padre, ostentaba la dignidad cortesana de sebasto, pero sus primeros años de vida son desconocidos. El bizantinista Paul Gautier sugirió que se le identifica con el logoteta secreto (ministro principal) Andrónico Ducas, activo bajo el reinado de Alejo I, posiblemente después de 1109. La única información definitiva sobre su carrera es que fue gobernador de Tesalónica. El Timarión, un diálogo satírico ambientado en la ciudad, lo menciona sin nombrarlo, mientras que un acta conservada en el monasterio de Dochiariou registra al «pansebasto sebasto Andrónico Ducas» sirviendo como «dux y pretor» (gobernador militar y civil) de Tesalónica en enero/febrero de 1112. Sin embargo, según el historiador Konstantinos Varzos, el gobernador de Tesalónica mencionado en el Timarión no era Andrónico, sino su hermano menor, Alejo.
Andrónico murió joven de un fallo cardíaco, precediendo a sus padres. Su fallecimiento se sitúa hacia 1115/1118. Según el historiador Demetrio Polemis, le sobrevivió su esposa —Polemis supone que era hija de la princesa porfirogéneta Zoe Ducas, hija menor de Constantino X Ducas y esposa de Adriano Comneno— y posiblemente fue el padre del gran heteriarca Jorge Paleólogo (quien alternativamente pudo haber sido su hermano), pero Jean-François Vannier cree que no tuvo descendencia. El poeta de la corte Nicolás Calicles escribió un epitafio y otros cuatro poemas en su honor, y sus padres fueron enterrados posteriormente en la misma tumba tras su muerte.